# The Authority (lucha libre)
The Authority (en español La Autoridad) fue un stable heel de lucha libre profesional en la WWE, el stable que se originó después de que Triple H ayudara a Randy Orton a ganar el Campeonato de la WWE de Daniel Bryan en SummerSlam en agosto de 2013. El grupo está liderado por los ejecutivos de la empresa Triple H y Stephanie McMahon y consiste en una diversa línea de luchadores, destacándose Seth Rollins como el escogido «futuro del negocio» hasta que sufrió una lesión en la rodilla en noviembre de 2015, Kane como el «Director de operaciones» hasta octubre de 2015 y Randy Orton, quien fue elegido campeón y «cara de la WWE» de The Authority hasta noviembre de 2014. The Shield actuó anteriormente como los principales secuaces de The Authority, ofreciendo protección y realizando ataques hasta marzo de 2014.
El nombre de «The Authority» solo fue introducido en octubre de 2013. The Authority comparte semejanzas con The Corporation y The McMahon-Helmsley Faction, y también ha tenido lazos con los stables anteriores de Triple H, D-Generation X y Evolution.
El stable se disolvió después de que Triple H no regresara después de su lucha en WrestleMania 32 contra Roman Reigns y posteriormente, Shane y Stephanie McMahon dirigieran la WWE desde Payback. 
Sin embargo, Triple H volvió el 29 de agosto en Raw traicionando a Rollins y ayudando a Kevin Owens a ganar el Campeonato Universal de la WWE, dando a entender de un posible regreso de The Authority, pero esta vez con Owens como nuevo miembro del grupo. 
Triple H y Stephanie se reunieron contra Seth Rollins en WrestleMania 33, donde Rollins derrotó a Triple H, pero los dos no volvieron a llamarse The Authority hasta 2018, donde Triple H y Stephanie enfrentaron a Kurt Angle y Ronda Rousey en WrestleMania 34.

## Historia

### 2013

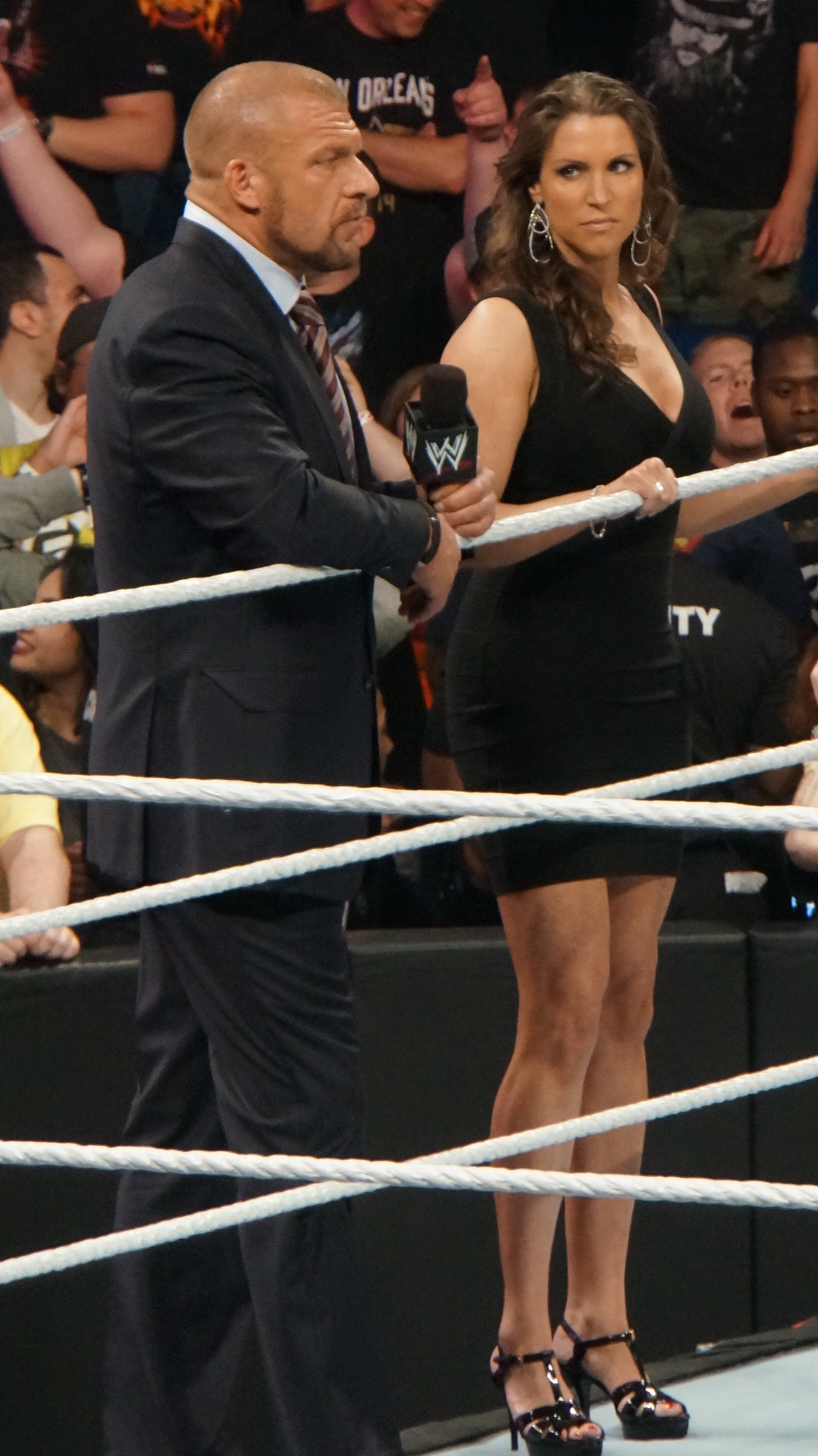
Triple H y Stephanie McMahon crearon The Authority.

Desde junio de 2013, los miembros de la familia McMahon comenzaron a disputar varios elementos del control de la WWE, como el destino de Daniel Bryan y los gerentes generales de Raw y SmackDown, Brad Maddox y Vickie Guerrero. En el episodio del 15 de julio de Raw, John Cena eligió a Bryan como su oponente por el Campeonato de la WWE en SummerSlam. En las siguientes semanas, Vince McMahon ofrecería varias veces a Bryan un cambio de imagen corporativa, al que Bryan se negaría constantemente. Triple H posteriormente se anunciaría a sí mismo como el árbitro especial para la lucha.
En SummerSlam, Bryan derrotó a Cena para ganar el Campeonato de la WWE. Luego de la lucha, Triple H le daría un Pedigree a Bryan, permitiendo a Randy Orton cobrar su contrato Money in the Bank, convirtiendo a ambos hombres en heels en el proceso. La noche siguiente en Raw, Orton tendría una coronación de campeonato con Vince McMahon, Stephanie McMahon y Triple H, con Triple H invitando a Bryan al ring para aclarar lo sucedido la noche anterior. Esto sería un engaño, ya que Orton atacaría a Bryan, con todos ellos de pie sobre Bryan, sosteniendo el Campeonato de la WWE en alto y cimentando la formación del grupo. Esa misma noche, The Shield comenzaría a trabajar para Triple H como sus enforcers. Kane también se uniría a The Authority como el «Director de operaciones».

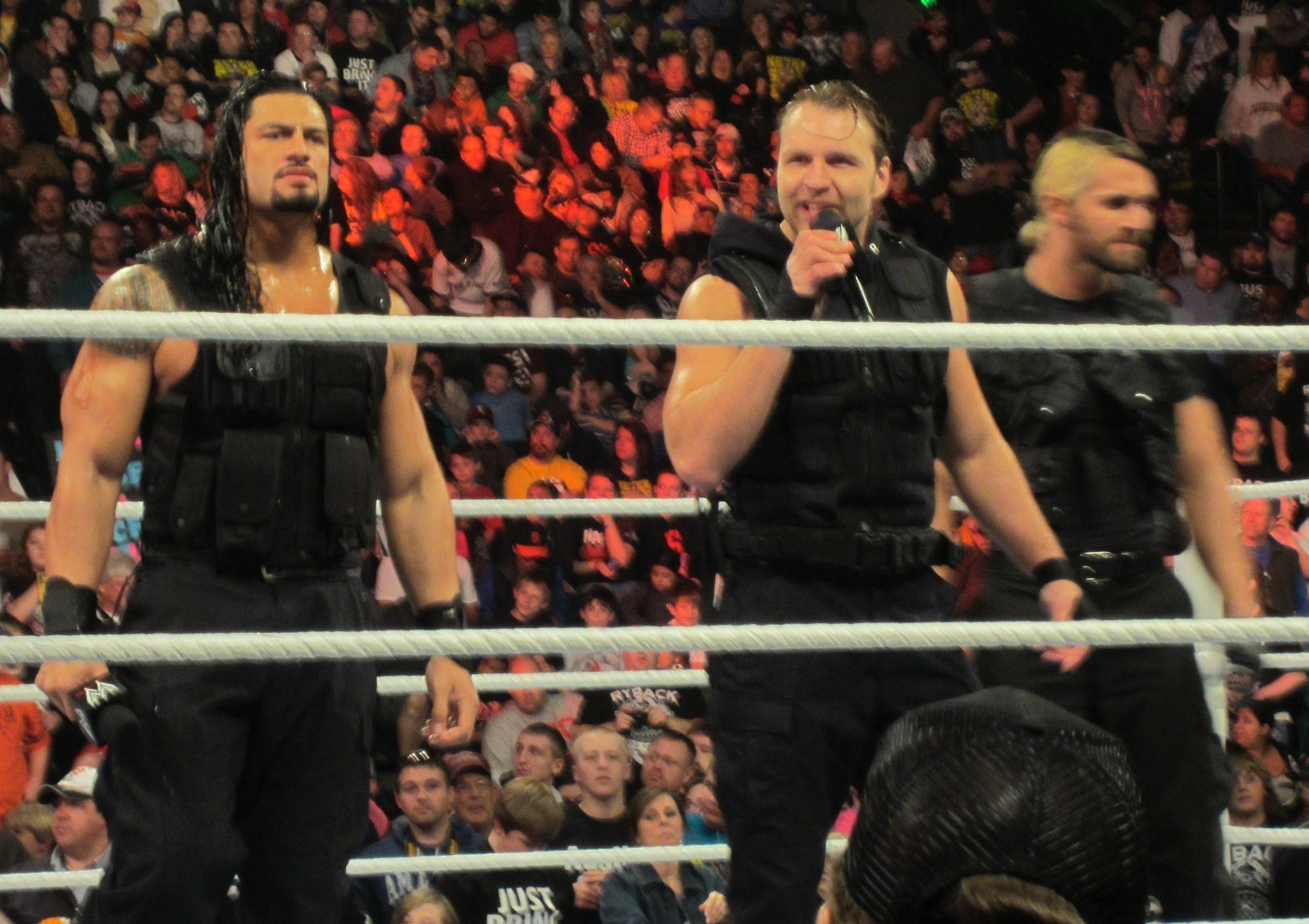
The Shield se dirige a la multitud durante Raw.

Durante este tiempo, The Authority también tuvo un feudo con Big Show, quien al igual que Bryan, estaba expresando su disgusto con el régimen de Triple H. Como castigo por esto, Show sería colocado en un 3-on-1 Handicap Tornado Tag Team match contra The Shield, que Show perdió, y fue obligado a sentarse en primera fila durante las luchas de sus amigos y verlos siendo atacados por miembros de The Authority con el riesgo de ser despedido. The Authority declararía más tarde que Show estaba en quiebra, y lo obligó a noquear a luchadores como Bryan y The Miz, una vez más a riesgo de ser despedido. En Battleground, Show interferiría en la lucha por el Campeonato de la WWE entre Bryan y Orton y noqueó a los dos, enviando un mensaje a The Authority y provocando que la lucha terminara sin resultado. La noche siguiente en Raw, Show sería despedido por The Authority después de que anunciara que se le ordenó noquear a Bryan la noche anterior. Después de esto, Show noqueó a Triple H antes de ser escoltado por funcionarios fuera de la arena. Después de que Stephanie McMahon tomó posesión de la casa de Show y Triple H le prohibió de ingresar a cualquier evento de la WWE de por vida, Show comenzaría a ingresar a eventos de todos modos y atacar a varias superestrellas durante las siguientes semanas. En el episodio del 4 de noviembre de Raw, The Authority se vio obligada por el consejo de administración de dar a Show lo que quisiera a cambio de no demandar a la empresa. Show pediría su empleo de vuelta y una lucha por el Campeonato de la WWE contra Orton en Survivor Series, los cuales recibió. En el evento, Orton retuvo con éxito su título.
The Authority también estuvo involucrado en un feudo corto con Cody Rhodes. Después de que Rhodes también se pronunció contra el régimen autoritario de Triple H, se vio obligado a luchar contra Orton en el episodio del 2 de septiembre de Raw con su trabajo en juego; Rhodes perdió y fue despedido. En las siguientes semanas, su hermano Goldust trataría de ganar el puesto de trabajo de Cody de vuelta, perdiendo ante Orton en un episodio de Raw, mientras que su padre Dusty Rhodes, después de confrontar a Stephanie McMahon, fue noqueado por Big Show mientras suplicaba que sus hijos volvieran a sus puestos de trabajo. En Battleground, Cody Rhodes y Goldust ganaron sus puestos de trabajo de nuevo al vencer a los miembros de The Shield Seth Rollins y Roman Reigns. El 14 de octubre en Raw, los hermanos Rhodes derrotarían a Rollins y Reigns de nuevo en una lucha sin descalificación por el Campeonato en Parejas de la WWE tras un ataque de Big Show.
Orton seguiría su feudo con Bryan sobre el Campeonato de la WWE, donde en Night of Champions, Bryan derrotaría a Orton para ganar el título. Sin embargo, la noche siguiente en Raw, Triple H despojó a Bryan del título debido a una rápida cuenta de 3 por parte del árbitro Scott Armstrong. Orton y Bryan competirían por el vacante Campeonato de la WWE en Hell in a Cell, donde Orton ganó el título después de que el árbitro especial invitado Shawn Michaels atacara a Bryan, aliándose con The Authority.

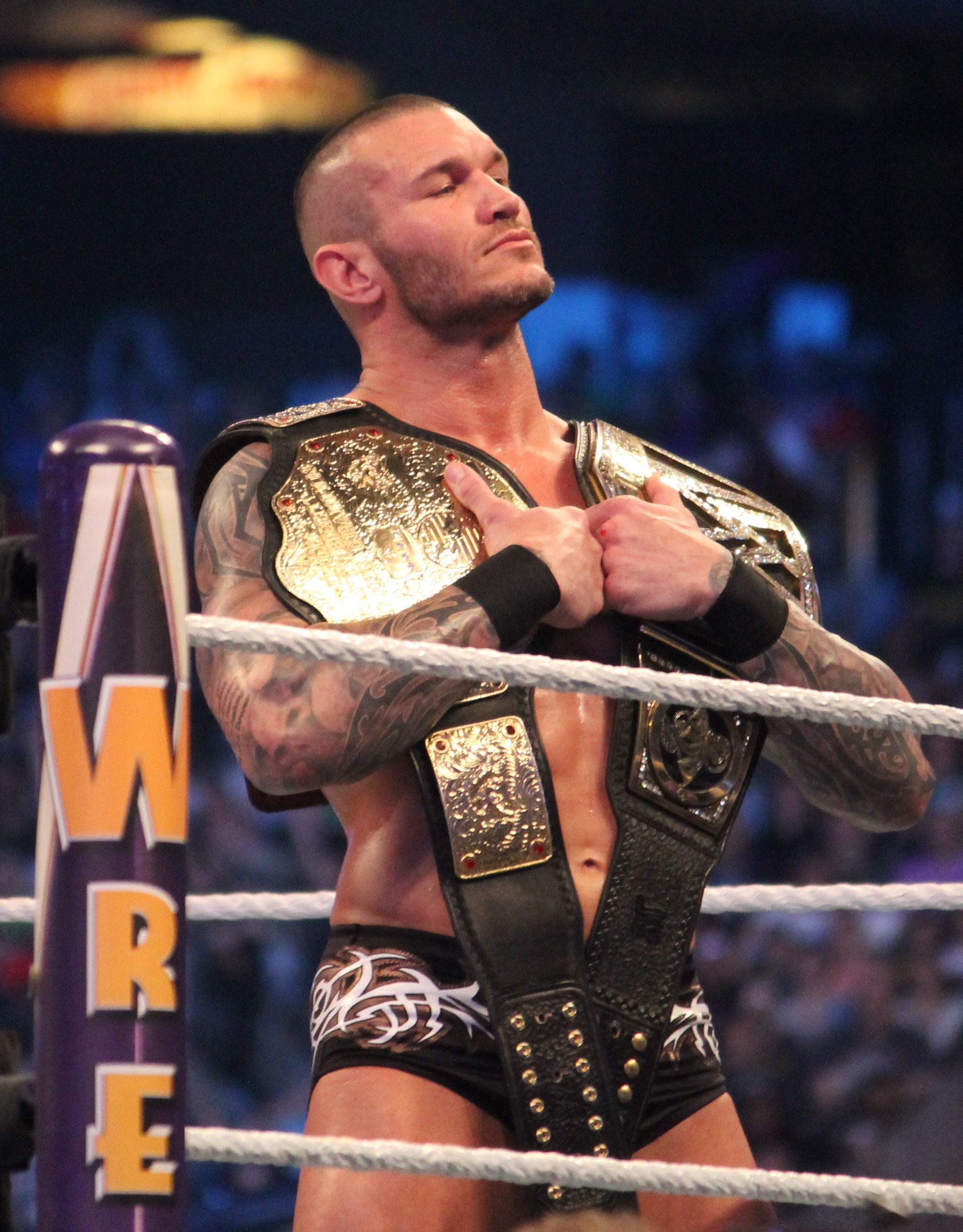
Randy Orton como Campeón Mundial Peso Pesado de la WWE en WrestleMania XXX.

En la edición del 25 de noviembre de Raw, el rival de mucho tiempo de Orton, el Campeón Mundial Peso Pesado John Cena sugirió que solo debería haber «un campeón» en la WWE, así que Triple H declaró que habría una lucha de unificación en TLC: Tables, Ladders & Chairs, donde Orton derrotó a Cena para unificar su Campeonato de la WWE con el Campeonato Mundial Peso Pesado de Cena, creando el Campeonato Mundial Peso Pesado de la WWE.

### 2014
Orton derrotaría a Cena nuevamente en una revancha en Royal Rumble después de una interferencia de The Wyatt Family. En Elimination Chamber, Orton retuvo su título en un Elimination Chamber match, derrotando a Cena, Sheamus, Bryan, Christian y Cesaro.

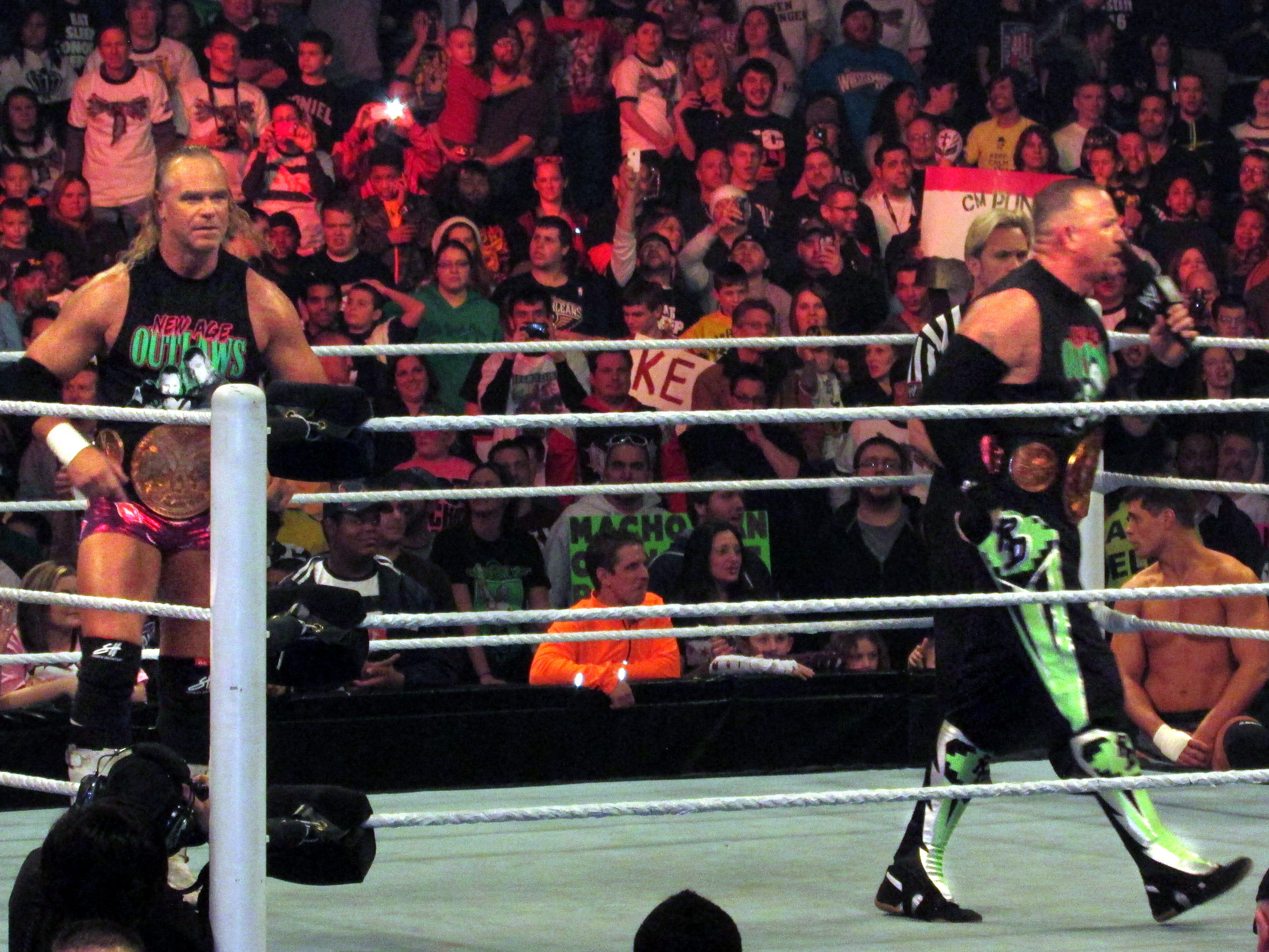
The New Age Outlaws como Campeones en Parejas de la WWE.

El feudo de Daniel Bryan con The Authority se intensificó debido a los miembros de The Authority involucrándose en las luchas de Bryan. Esto llevaría a Bryan a desafiar a Triple H a una lucha en WrestleMania XXX, con Triple H negándose, hasta que en el episodio del 10 de marzo de Raw, después de que Bryan reunió a decenas de sus fanes a ocupar el ring, Triple H finalmente aceptó el reto. Triple H más tarde añadió una estipulación en la que el ganador de la lucha sería colocado en la lucha por el Campeonato Mundial Peso Pesado de la WWE más tarde esa noche, haciéndola un Triple Threat match. En WrestleMania XXX, Bryan derrotaría a Triple H y más tarde derrotaría a Orton y Batista para ganar el Campeonato Mundial Peso Pesado de la WWE.

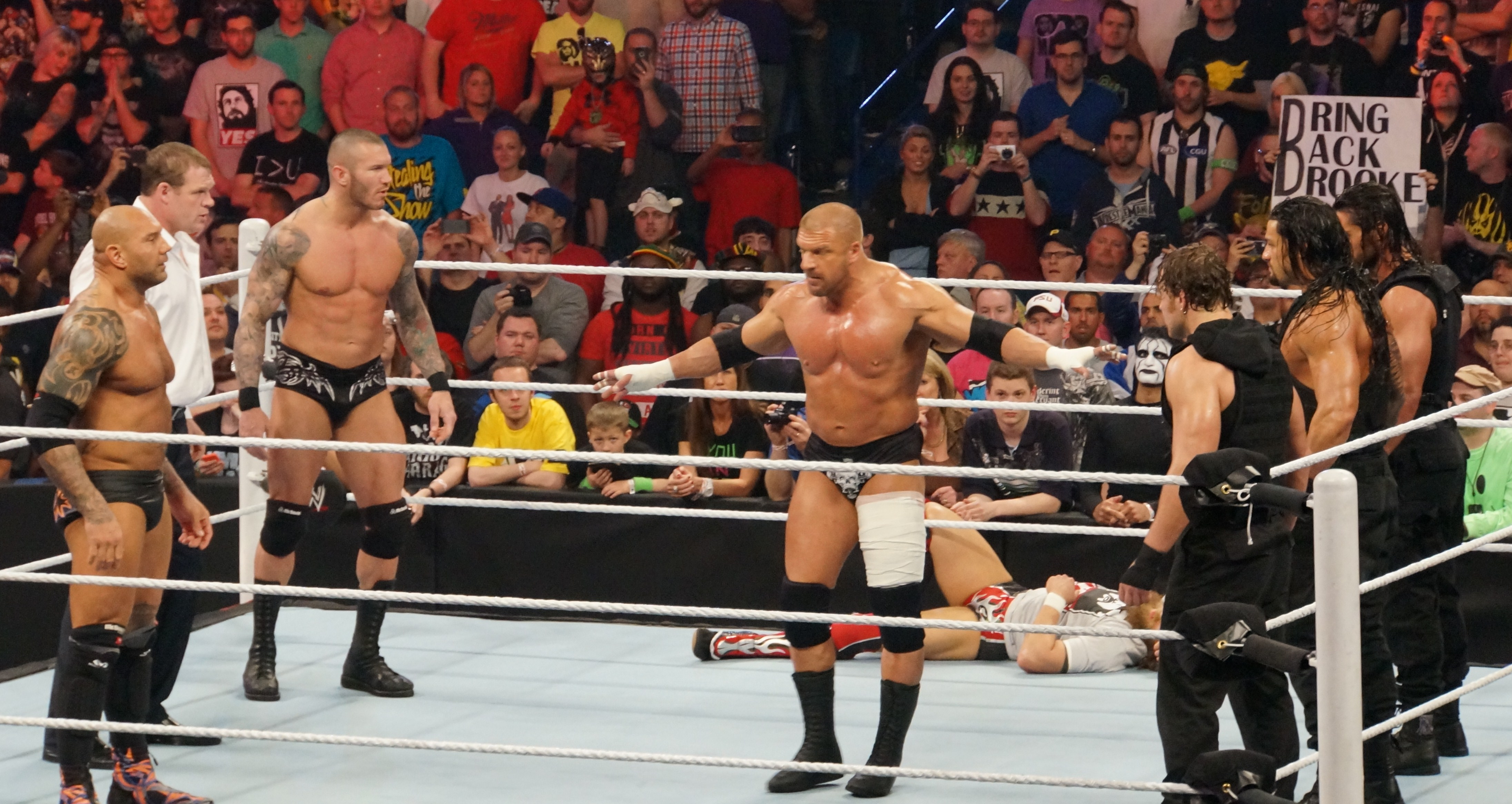
Evolution con Kane confrontando a The Shield.

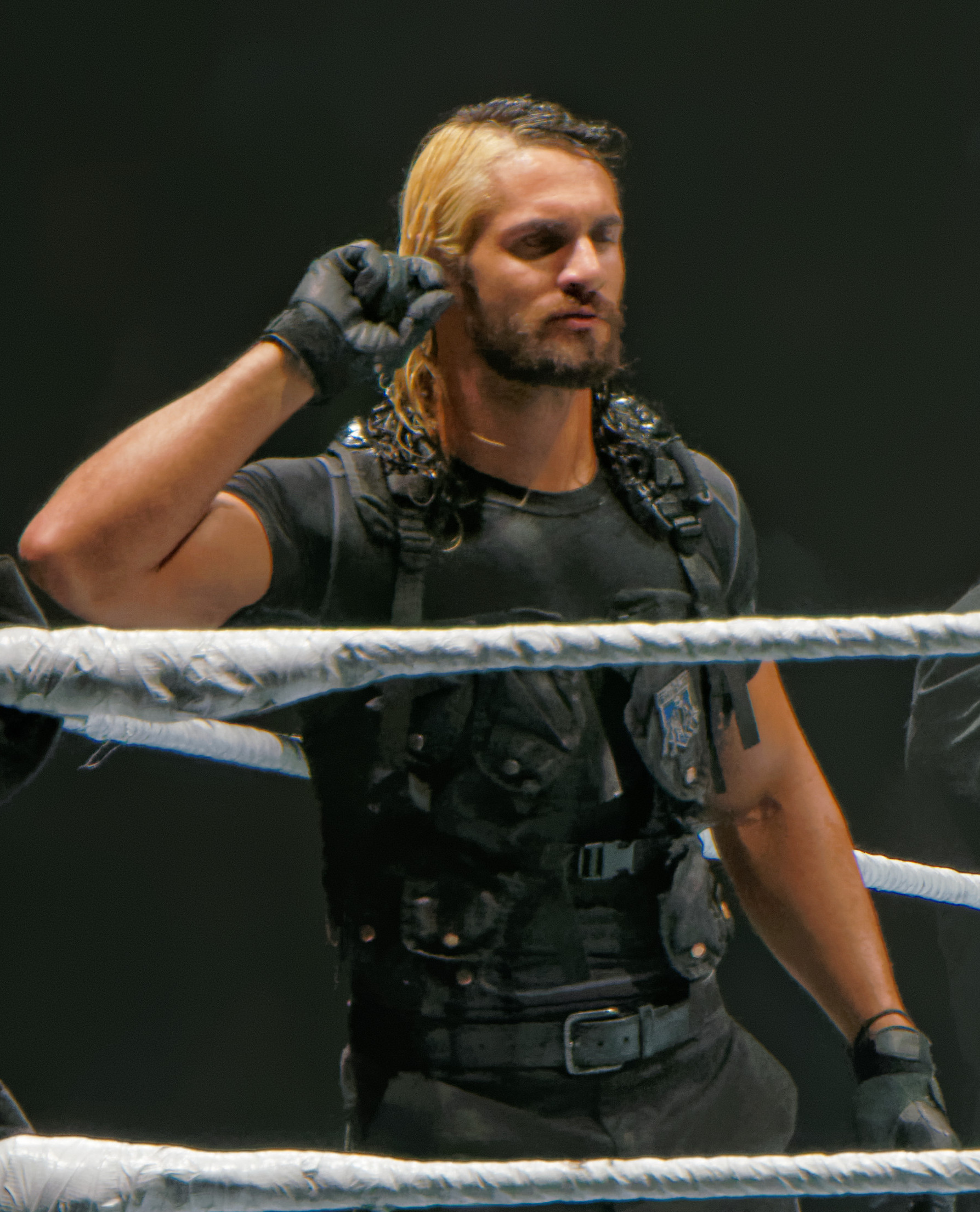
En junio de 2014, Seth Rollins traicionó a sus compañeros de equipo de The Shield para aliarse una vez más con The Authority.

La noche siguiente en Raw, Triple H desafió a Bryan por el Campeonato Mundial Peso Pesado de la WWE. Después de que Bryan fue atacado por Orton, Batista y Kane antes de la lucha, The Shield traicionó a The Authority, atacando a sus miembros. Como castigo, la semana siguiente en Raw, The Shield compitió en un 11-on-3 Handicap match, en donde después de que fueron agredidos por once superestrellas, la lucha terminó sin resultado. Tras el combate, Orton, Batista y Triple H se reunirían como Evolution, y atacarían a The Shield. Durante este, Stephanie McMahon y Kane continuarían feudo con Bryan. En Extreme Rules, The Shield derrotaría a Evolution y Bryan derrotaría a Kane para retener su título.
La noche siguiente en Raw, Triple H obligaría a Dean Ambrose a defender su Campeonato de los Estados Unidos en una battle royal de 20 hombres, con Ambrose siendo eliminado último por Sheamus, perdiendo su título. The Authority comenzó a presionar a Bryan a renunciar al Campeonato Mundial Peso Pesado de la WWE ya que no se encontraba médicamente autorizado para competir, pero Bryan se negó. En Payback, tras amenazar con despedir a la esposa de Bryan Brie Bella después de que Stephanie McMahon consideró a Brie empujándola como «agresión», Brie en su lugar renunció antes de abofetear a Stephanie. Esa misma noche, Evolution fue derrotado una vez más por The Shield.
La noche siguiente en Raw, Batista, frustrado con no haber recibido una lucha individual por el Campeonato Mundial Peso Pesado de la WWE, renunció a la WWE en el proceso por segunda vez. Más tarde esa noche, antes de una lucha entre Roman Reigns y Randy Orton, Rollins atacó a Ambrose y a Reigns con una silla de acero, traicionando a The Shield. En el episodio del 9 de junio de 2014 de Raw, el médico de Bryan declaró que Bryan no estaba autorizado para competir; por lo tanto, The Authority despojó a Bryan del título. Esa misma noche, The Authority organizó un Ladder match por el vacante Campeonato Mundial Peso Pesado de la WWE en Money in the Bank, con ellos concediéndole a Orton un lugar en la lucha. En el episodio del 23 de junio de 2014 de Raw, The Authority también añadió a Kane a la lucha. Mientras tanto, Seth Rollins comenzaría un feudo con su excompañero de equipo en The Shield, Dean Ambrose, y en el episodio del 17 de junio de 2014 de Main Event, actuando en nombre de The Authority, anunciaría un tradicional Money in the Bank ladder match, también nombrándose a sí mismo como el primer participante. En el evento, Rollins ganaría el contrato Money in the Bank, derrotando a Ambrose, Dolph Ziggler, Kofi Kingston, Rob Van Dam y Jack Swagger; sin embargo, ni Orton ni Kane tuvieron éxito en ganar el Campeonato Mundial Peso Pesado de la WWE, perdiendo ante Cena. En Battleground, Rollins derrotaría a Ambrose por abandono después de que Ambrose fuera expulsado de la arena por Triple H, y una vez más ni Orton ni Kane tuvieron éxito en ganar el título de Cena en un Fatal four-way match, que también involucró a Roman Reigns. Bryan tomó tiempo libre de la WWE para recuperarse de su lesión, por lo que Stephanie McMahon comenzó un feudo con The Bella Twins, poniendo a Nikki constantemente en luchas en desventaja. Brie volvería a la WWE en el episodio del 21 de julio de 2014 de Raw, apareciendo en la multitud como una fan, con Stephanie siendo detenida por agresión después de abofetear a Brie. Esa misma noche, Triple H iba a elegir al rival de Cena por el Campeonato Mundial Peso Pesado de la WWE en SummerSlam; después de aparentemente haber elegido a Orton, Orton sería atacado por Reigns. Brock Lesnar luego hizo su regreso a la WWE y Triple H lo eligió para hacer frente a Cena en su lugar. En SummerSlam, Orton sería derrotado por Reigns; sin embargo, Rollins derrotaría a Ambrose, Stephanie derrotaría a Brie después de que Nikki traicionó su hermana y se alió con Stephanie (sin embargo, esta alianza no duró mucho, ya que las gemelas pronto se reconciliaron), y Lesnar derrotó a Cena para ganar el Campeonato Mundial Peso Pesado de la WWE.
La noche siguiente en Raw, Rollins lesionaría a Ambrose después de un Falls Count Anywhere match tras interferencia de Kane y Rollins poniendo la cabeza de Ambrose a través de bloques de hormigón. Esto llevaría a Rollins a un feudo con Reigns; sin embargo, Reigns sufriría una hernia legítima que requirió cirugía. En Night of Champions, Rollins se declararía ganador por abandono debido a la lesión de Reigns, lo que llevó a Ambrose a volver para intentar atacar a Rollins, aunque sería escoltado fuera de la arena por seguridad. Más tarde esa noche, Rollins interferiría en el encuentro por el Campeonato Mundial Peso Pesado de la WWE entre Lesnar y Cena, en un intento de sacar provecho de su contrato Money in the Bank pero fue detenido por Cena antes de que sonara la campana y Lesnar retuvo el campeonato. Desde septiembre, Joey Mercury y Jamie Noble fueron vistos tomando órdenes de Triple H y aparecieron en segmentos. Más tarde se confirmó que estaban trabajando para The Authority, principalmente como la seguridad personal de Rollins. Durante las siguientes semanas, tensión aparecería entre Orton y Rollins, con Rollins atacando a Orton después de uno de sus combates. En Hell in a Cell, Orton sería derrotado por Cena; sin embargo, Rollins derrotó a Ambrose tras una interferencia de Bray Wyatt.
La noche siguiente en Raw, Orton atacó a Rollins en venganza por Rollins habiéndolo atacado antes, desafiando a The Authority y volviéndose face en el proceso por primera vez desde agosto de 2013. Más tarde esa noche, The Authority trató de convencer a John Cena de que se uniera a ellos, pero Cena se negó. Esto llevaría a Triple H a desafiar a Cena a un Traditional Survivor Series Elimination match en Survivor Series. En el episodio del 3 de noviembre de 2014 de Raw, Vince McMahon anunció que si Team Authority perdía la lucha, estarían fuera del poder. Más tarde esa noche, Orton sería derrotado por Rollins y, después de la lucha, lo atacaría. Kane, Noble y Mercury vendrían a la ayuda Rollins y todos ellos atacaron a Orton, echándolo del stable. En las semanas previas a Survivor Series, The Authority aseguró los últimos puestos de su equipo con Mark Henry, Rusev y Luke Harper, mientras Cena escogió a Big Show, Dolph Ziggler y Sheamus para su equipo, dejando un último puesto por llenar. Sin embargo, en el episodio del 17 de noviembre de 2014 de Raw, Sheamus sufriría una lesión legítima, sacándolo de la lucha. Más tarde esa noche, durante un enfrentamiento con The Authority y su equipo, a Cena se le unirían Erick Rowan y Ryback, completando su equipo. En el episodio del 21 de noviembre de 2014 de SmackDown, Triple H anunció que si el equipo de Cena perdía la lucha, todos los miembros del equipo de Cena, con la excepción del propio Cena, serían despedidos.

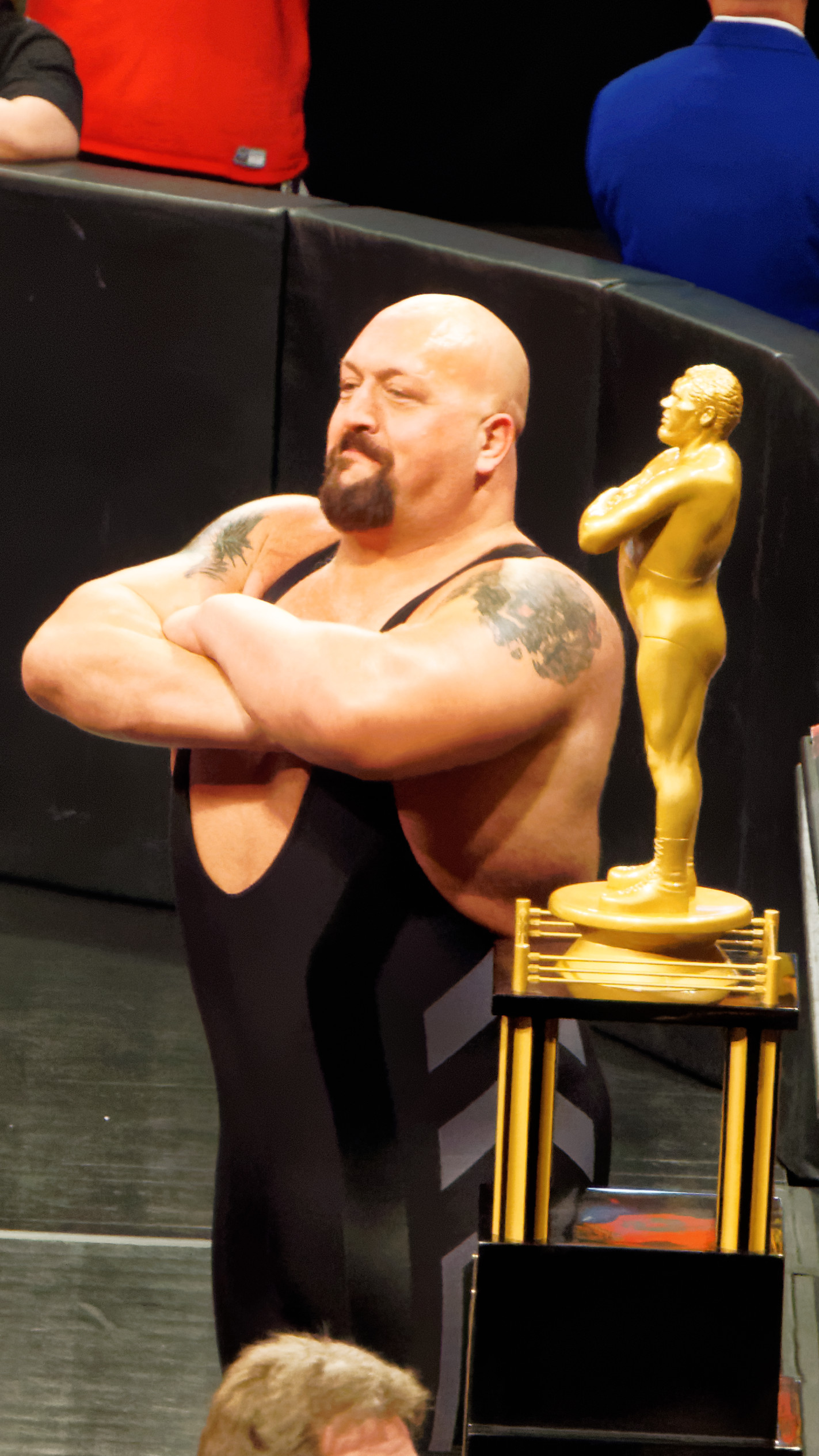
Big Show sirvió como enforcer de The Authority tras unirse a ellos en noviembre de 2014; durante su tiempo con The Authority, Show ganó el trofeo en memoria de André the Giant en WrestleMania 31.

En Survivor Series el 23 de noviembre de 2014, Vince McMahon volvió a añadir una estipulación final para la lucha: si Team Authority fuera a perder, solamente Cena tendría el poder de devolverles sus puestos a Triple H y Stephanie McMahon. Durante la lucha, Big Show traicionó su equipo al noquear a Cena y dejarse ser contado fuera de la lucha, con lo que se alió con The Authority, volviéndose heel en el proceso. A pesar de este cambio y con un solo miembro del equipo de Cena restante (Ziggler), Sting, haciendo su debut en la WWE, atacó al árbitro corrupto de The Authority Scott Armstrong y a Triple H, dando a Ziggler la oportunidad de cubrir a Rollins y ganar la victoria para Team Cena, terminando así el control de The Authority sobre la WWE. Después de Survivor Series, Triple H y Stephanie volverían a la sede de la WWE, mientras que los restantes miembros de The Authority siguieron asociados entre sí. En TLC: Tables, Ladders & Chairs, Big Show derrotó a Erick Rowan en el primer Steel Stairs match, pero Kane fue derrotado por Ryback en un Chairs match y Seth Rollins perdió ante John Cena en un Tables match para determinar al contendiente por el Campeonato Mundial Peso Pesado de la WWE.
En el episodio del 29 de diciembre de Raw, Rollins atacó a los anfitriones invitados Christian y Edge, y con la ayuda de Big Show y J&J Security, tomó como rehén a Edge. Cuando Cena intentó rescatarlo, Rollins amenazó con «romper el cuello de Edge de nuevo» a menos que Cena trajera a The Authority de vuelta. Después de que Cena accedió a la demanda de Rollins, Rollins, Show y J&J Security atacaron a Cena mientras Triple H y Stephanie McMahon, acompañados por Brock Lesnar y Paul Heyman, aparecieron en la rampa de entrada para celebrar su regreso.

### 2015
En el episodio del 5 de enero de Raw, The Authority castigó a cada miembro del equipo de Cena; Ziggler se vio obligado a luchar y fue derrotado por Bad News Barrett por el Campeonato Intercontinental en un 2-out-of-3 falls match; Rowan se vio obligado a luchar y fue derrotado por Harper, con J&J Security como árbitros invitados especiales; y Ryback se vio obligado a luchar y fue derrotado por Rollins y Kane en una lucha en desventaja. Más tarde esa noche, The Authority invitó a Ziggler, Rowan y Ryback al ring con Cena, solo para despedir a los tres hombres. Cena luego intentó ganar sus puestos de trabajo de vuelta, y en el episodio del 19 de enero de Raw, derrotó a Rollins, Kane y Show en un 3-on-1 Handicap match, una vez más con la ayuda de Sting, restituyendo así los empleos de Ziggler, Rowan y Ryback.
En Royal Rumble, Rollins no tuvo éxito en ganar el Campeonato Mundial Peso Pesado de la WWE de Lesnar en un Triple Threat match que también involucró a Cena. En el Royal Rumble match, tanto Show como Kane no tuvieron éxito después de que Roman Reigns eliminara a ambos hombres al mismo tiempo. En Fastlane, Rollins, Kane and Show derrotaron a Ziggler, Rowan y Ryback en un combate por equipos. Tras la lucha, Randy Orton hizo su regreso, atacando a J&J Security y Kane. Más tarde esa noche, Triple H tendría una confrontación cara a cara con Sting, que terminó en una pelea. Sting lanzó un reto a Triple H para una lucha en WrestleMania 31, que Triple H aceptó. La noche siguiente en Raw, The Authority trató de persuadir a Randy Orton para reunirse con ellos después de su ataque al personal de The Authority, aunque Orton no daría una respuesta directa hasta que el grupo se reunió tras bastidores. Orton estuvo de acuerdo en reunirse con el stable, y él y Rollins fueron posteriormente reservados en un combate por parejas más tarde esa noche contra Daniel Bryan y Reigns. La derrota que Orton y Rollins sufrieron en la lucha agravó aún más la tensión entre los dos. La tensión finalmente llegó a su límite un par de semanas más tarde, cuando Orton se negó a darle el relevo a Rollins y abandonó el ring durante una lucha contra Reigns. Orton luego atacó brutalmente a Rollins durante varios minutos después de la lucha, finalmente poniéndolo a través de la mesa de comentaristas con un RKO.

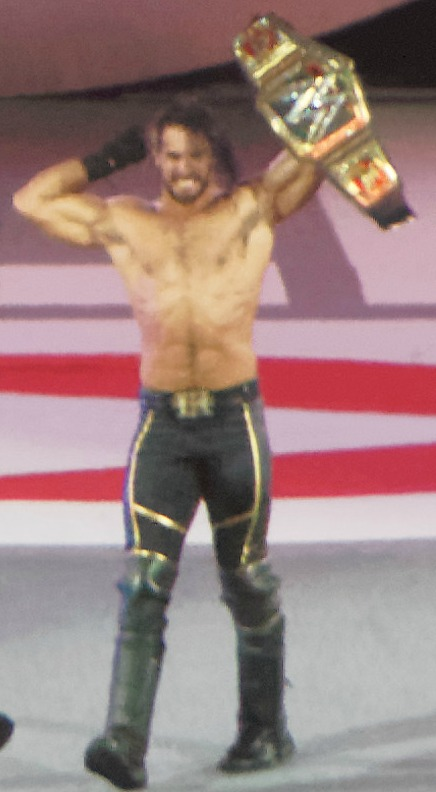
Rollins después de ganar el Campeonato Mundial Peso Pesado de la WWE en WrestleMania 31.

En WrestleMania 31, The Authority obtuvo varias victorias grandes; Triple H derrotó a Sting en la lucha debut en la WWE de Sting, Big Show ganó la battle royal por el trofeo en memoria de André the Giant; y después de perder su lucha contra Orton temprano esa noche, Rollins cobró su contrato Money in the Bank durante el evento principal entre Brock Lesnar y Roman Reigns por el Campeonato Mundial Peso Pesado de la WWE, convirtiéndolo en un Triple Threat match, ganando el campeonato y dándole a The Authority su primer título mundial desde que Orton lo perdió en el WrestleMania anterior. En Extreme Rules, Rollins derrotó a Orton en un Steel Cage match reteniendo el Campeonato Mundial Peso Pesado de la WWE, mientras que Big Show perdió ante Roman Reigns en un Last Man Standing match. Show tomaría un breve descanso de la WWE después. En el episodio del 27 de abril de Raw, se anunció, por votación en el WWE App, que Rollins defendería el título contra Orton y Reigns en un Triple Threat match en Payback, que más tarde se convirtió en un Fatal four-way match, incluyendo a Dean Ambrose en el episodio del 4 de mayo de Raw, después de que Ambrose derrotó a Rollins. Para entonces, signos de discordia se mostraron entre Rollins y Kane, sin embargo, después de que Triple H anunció en el episodio del 11 de mayo de Raw que Kane ya no sería Director de operaciones si Rollins perdía el título en Payback, en el evento Kane ayudó a Rollins a retener el título. En el episodio del 18 de mayo de Raw, Ambrose desafió a Rollins a una lucha por el Campeonato Mundial Peso Pesado de la WWE en Elimination Chamber, pero Rollins se negó. Más tarde esa noche, Ambrose atacó a Rollins hasta que The Authority le concedió a Ambrose un combate por el título contra Rollins en el evento. En Elimination Chamber, Ambrose derrotó por descalificación a Rollins; por lo tanto, Ambrose no ganó el campeonato. Tras la lucha, Ambrose tomó el cinturón del título. Durante el Raw después de Elimination Chamber, Big Show regresó solo y se separó silenciosamente de The Authority. En Money in the Bank, Rollins derrotó a Ambrose en un Ladder match para retener el Campeonato Mundial Peso Pesado de la WWE. En el episodio del 15 de junio de Raw, The Authority restableció a Brock Lesnar, quien regresó a la WWE e invocó su cláusula de revancha (después de perder el campeonato ante Rollins en WrestleMania 31) para hacer frente a Rollins en Battleground por el campeonato. En el episodio del 6 de julio de Raw, Lesnar destruyó el Cadillac de J&J Security que les había regalado Rollins, y tanto Noble como Mercury fueron lesionados por Lesnar; haciéndolos estar fuera de acción indefinidamente. Una semana más tarde, durante la firma de contrato para la lucha en el episodio del 13 de julio de Raw, Rollins y Kane intentaron atacar a Lesnar, pero Lesnar frustró sus planes y le aplicó un F-5 a Kane en el suelo, y posteriormente lesionó el tobillo de Kane utilizando un escalón de acero. Después de que Lesnar se fue, Rollins culpó a Kane por el fracaso del intento de ataque, y agravó aún más su lesión en el tobillo. Con esto, Kane también fue dejado fuera de acción indefinidamente y esto dejó a The Authority con sólo tres miembros activos: Rollins, Triple H y Stephanie McMahon. En Battleground, Rollins retuvo el campeonato cuando The Undertaker interfirió y atacó a Lesnar para una descalificación. En SummerSlam, Rollins se enfrentó a John Cena en una lucha en la que tanto el Campeonato Mundial Peso Pesado de la WWE de Rollins como el Campeonato de los Estados Unidos de Cena estaban en juego. Rollins ganó cuando Jon Stewart, el expresentador de The Daily Show y anfitrión de SummerSlam (que había participado en un mini-feudo con Rollins) interfirió en nombre de Rollins, con lo que Rollins se convirtió en un doble campeón y el primer hombre en la WWE en sostener tanto un título mundial como un título secundario de manera simultánea desde que Triple H lo hizo brevemente en el año 2002.
En el episodio del 24 de agosto de Raw, la ceremonia de revelado de una estatua en conmemoración de Rollins fue interrrumpida por Sting, quien atacó a Rollins antes de desafiarlo por el Campeonato Mundial Peso Pesado de la WWE. Triple H luego anunció que Sting se enfrentaría a Rollins por el título en Night of Champions. En Night of Champions, Rollins fue capaz de retener el Campeonato Mundial Peso Pesado de la WWE contra Sting, pero antes perdió el Campeonato de los Estados Unidos de vuelta a Cena, y después de su lucha contra Sting, Kane volvió y atacó a Rollins. En las semanas siguientes, Kane apareció como sus dos personajes, «corporativo» y «demonio», y continuó su feudo con Rollins, derrotándolo en el episodio del 12 de octubre de Raw. El «demonio» Kane perdió su lucha por el Campeonato Mundial Peso Pesado de la WWE contra Rollins en Hell in a Cell, y de acuerdo con la estipulación, Kane «corporativo» fue despedido de su papel como director de operaciones.
El 4 de noviembre de 2015, en un show en vivo en Dublín, Irlanda, durante una lucha contra Kane, Rollins sufrió desgarros en la rodilla, por lo que debió someterse a una cirugía y perder 6-9 meses de acción. Como resultado, se vio obligado a abandonar el Campeonato Mundial Peso Pesado de la WWE el 5 de noviembre. En el siguiente episodio de Raw, Triple H anunció un torneo para coronar a un nuevo Campeón Mundial Peso Pesado de la WWE, a continuación, le ofreció a Roman Reigns, quien había ganado una oportunidad por el título contra Rollins, un lugar en The Authority para pasar el torneo, pero Reigns se negó y compitió en el torneo. En Survivor Series, Sheamus cobró su contrato Money in the Bank y derrotó al campeón recién coronado Roman Reigns, después de que él se negó a estrechar la mano de Triple H, para ganar el Campeonato Mundial Peso Pesado de la WWE. En el episodio del 30 de noviembre de Raw, Sheamus anunció que había formado su propio stable llamado The League of Nations, junto con King Barrett (Inglaterra), Alberto Del Rio (México) y Rusev (Bulgaria). Este nuevo stable, con el tema de que todos los miembros nacieron en el extranjero, se mantuvo asociado con The Authority, mientras que continuó siendo su propia entidad.

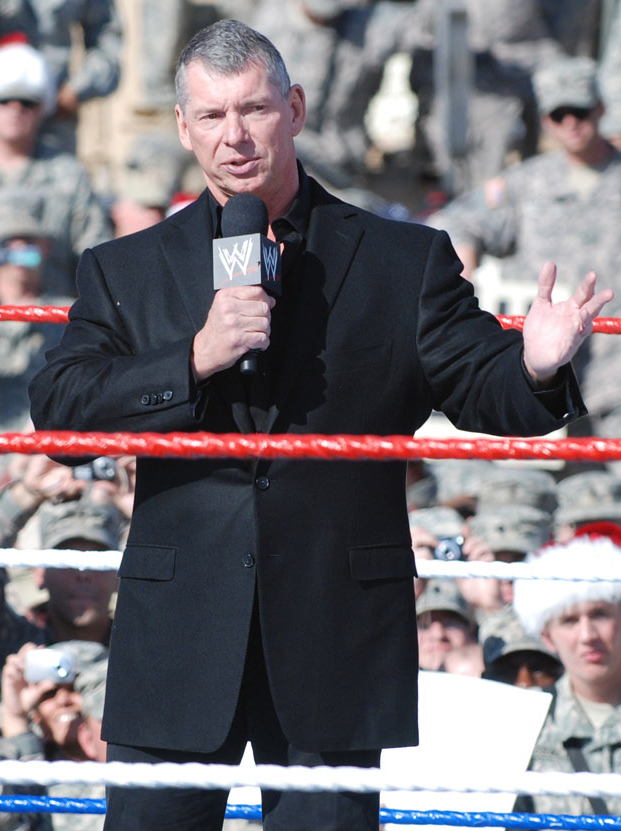
Mr. McMahon tomó el liderazgo temporal de The Authority después del ataque de Roman Reigns a Triple H que lo dejó fuera de acción.

En TLC: Tables, Ladders & Chairs, Sheamus retuvo el Campeonato Mundial Peso Pesado de la WWE ante Roman Reigns en un Tables, Ladders & Chairs match. Tras la lucha, Reigns atacó a Sheamus, Alberto Del Rio y Rusev. Triple H salió al ring para calmar a Reigns, pero Reigns lo atacó también, dejándolo lesionado y fuera de acción en storyline. Tras el ataque de Reigns a Triple H, Mr. McMahon tomó el liderazgo temporal de The Authority en ausencia de Triple H y dio a Reigns un combate por el título a solicitud de Sheamus en el episodio del 14 de diciembre de Raw, pero con la condición de que si Reigns no gana el título, sería despedido. A pesar de que McMahon y The League of Nations interfirieron en nombre de Sheamus, Reigns noqueó a McMahon y cubrió a Sheamus para ganar el Campeonato Mundial Peso Pesado de la WWE.

### 2016
The Authority comenzó el 2016 forzando a Roman Reigns a defender el Campeonato Mundial Peso Pesado de la WWE contra Sheamus en el episodio del 4 de enero de 2016 de Raw con Mr. McMahon actuando como árbitro especial para asegurar que Reigns perdería el campeonato. A pesar de los intentos de McMahon de hacerlo perder durante la lucha, Reigns retuvo después de noquear a McMahon y al árbitro corrupto Scott Armstrong. En venganza, McMahon anunció tras la lucha que Reigns defendería su título contra 29 hombres en el Royal Rumble match en Royal Rumble. En el evento, Triple H hizo su retorno, se vengó de Reigns eliminándolo, y pasó a ganar el Royal Rumble match y el Campeonato Mundial Peso Pesado de la WWE eliminando por último a Dean Ambrose, convirtiéndose así en un 14 veces campeón mundial y regresando el título a The Authority en el proceso. Tras esto, Triple H y Roman Reigns tuvieron una dura rivalidad. Finalmente en WrestleMania 32, Triple H perdió el Campeonato ante Roman Reigns. Pasado el evento, Triple H no apareció en los shows siguientes. En Payback, Vince McMahon determinó que Shane y Stephanie McMahon dirigieran WWE por lo que The Authority se disolvió. Sin embargo, el 29 de agosto en Raw Triple H hizo su regreso en la Fatal 4 Way por el vacante Campeonato Universal de WWE entre Seth Rollins, Kevin Owens, Roman Reings y Big Cass, atacando a Reings para que Rollins lo eliminara, pero al final del combate, Triple H traicionó a Rollins aplicándole un Pedigree dándole la victoria y el título a Owens, acabando la relación entre Rollins y la Autoridad, dando a entender de que The Authority volvería pero con Owens como nuevo integrante.

### 2017-2018-2019 Post-Reunión y Disolución
A comienzos del 2017, Triple H y Stephanie McMahon se reunieron después de meses sin aparecer. Su regreso se debió a que Seth Rollins buscaba respuestas sobre el ataque que sufrió a manos de Triple H en un combate donde el Universal Championship estaba vacante. Como McMahon se negó a dar explicaciones a Rollins sobre eso, este la amenazó que si Triple H no aparecía esa noche, le haría un escarmiento a su familia. Hunter apareció más tarde y reveló sus acciones en contra de Rollins, al considerarlo un fracaso en sí mismo. Tras esto, Rollins comenzaría un feudo con Triple H durante los siguientes meses que los llevaría a un Unsanctioned Match en WrestleMania 33, donde Hunter fue derrotado a pesar de la interferencia de su esposa y tras recibir su propio movimiento, cortesía de Rollins y acabando su feudo. Tras esto, no aparecieron durante los siguientes meses.
Tras el debut del Royal Rumble femenino en el Royal Rumble, la ex-estrella de UFC Ronda Rousey hizo una aparición, confirmando que había firmado a tiempo completo con WWE, y firmaría su contrato de Raw en Elimination Chamber. En el evento, el Gerente General Raw, Kurt Angle, Stephanie y Triple H presentaron a Rousey. Triple H confirmó que no había estipulaciones especiales en el contrato de Rousey, pero Rousey tendría su debut en WrestleMania 34. Angle, a quien Stephanie había amenazado anteriormente con disparar y a quien Triple H había activado en Survivor Series, luego mencionó el incidente entre The Authority y Rousey de WrestleMania 31, donde Rousey los había avergonzado y Angle dijo que Triple H y Stephanie querían manipular a Rousey como venganza. Esto finalmente llevó a Rousey a poner a Triple H en una mesa, lo que provocó que Stephanie abofeteara a Rousey, pero corrió antes de que Rousey pudiera atacarla y Rousey firmó su contrato. Esta sería una reunión de The Authority, estableciendo Triple H y Stephanie contra Angle y Rousey en un combate por equipos mixtos en WrestleMania 34 y a la vez perdieron en el mismo evento. En esa misma lucha, Triple H marcó un récord al tener su décimo-tercera derrota en un WrestleMania. La noche posterior al evento, Stephanie quería felicitarla a Ronda Rousey por su victoria, pero Rousey no le creyó nada y acto seguido le quita la protección del brazo y la sometió con el Armbar dejándola muy lastimada y fuera de acción indefinidamente. A raíz de esto y después de que Triple H se volvería face al empezar un feudo con Batista en el 2019 que culminaría en WrestleMania 35, ambos decidieron volver a sus cargos anteriores en la WWE, poniendo así punto final al grupo.

## Miembros
| Nombre | Tiempo                                                                               | Notas |
| --- | ------------------------------------------------------------------------------------ | --- |
| Triple H (colíder) | 18 de agosto de 2013–4 de abril de 2016                                              | Jefe de operaciones de WWE (kayfabe) |
| Stephanie McMahon (colíder) | 18 de agosto de 2013–4 de abril de 2016                                              | Jefa de marca de WWE; comisionada de Raw |
| Mr. McMahon (colíder) | 14 de diciembre de 2015–4 de abril de 2016                                           | Presidente y director ejecutivo de WWE Se unió después de que Triple H fuera lesionado en TLC: Tables, Ladders & Chairs |
| Randy Orton | 18 de agosto de 2013–3 de noviembre de 2014 23 de febrero de 2015–9 de marzo de 2015 | Expulsado del grupo después de un ataque contra Seth Rollins. Se reunió al grupo como una treta para atacar a Rollins como venganza por sus ataques anteriores sobre Orton. |
| Dean Ambrose | 19 de agosto de 2013–17 de marzo de 2014                                             | Se unió como miembro de The Shield. Expulsado después de rebelarse contra The Authority. |
| Roman Reigns | 19 de agosto de 2013–17 de marzo de 2014                                             | Se unió como miembro de The Shield. Expulsado después de rebelarse contra The Authority. |
| Seth Rollins | 19 de agosto de 2013–17 de marzo de 2014 2 de junio de 2014–29 de agosto de 2016     | Se unió como miembro de The Shield. Expulsado después de rebelarse contra The Authority. Se reunió después de traicionar a The Shield. Fuera de acción tras sufrir un desgarro de rodilla, lo que le obligó a dejar vacante el Campeonato Mundial Peso Pesado de la WWE, regresando en Extreme Rules 2016. Expulsado del grupo tras que Triple H lo traicionara haciéndole perder una Fatal 4 Way por el Campeonato Universal de WWE (la cual Kevin Owens terminó ganando). |
| Kane | 28 de octubre de 2013–25 de octubre de 2015                                          | Se unió como el director de operaciones de The Authority. Despedido de su cargo como director de operaciones tras perder ante Seth Rollins en Hell in a Cell. |
| Billy Gunn | 13 de enero de 2014–6 de abril de 2014                                               | Se unió como miembro de The New Age Outlaws. |
| Road Dogg | 13 de enero de 2014–6 de abril de 2014                                               | Se unió como miembro de The New Age Outlaws. |
| Batista | 7 de abril de 2014–2 de junio de 2014                                                | Se unió como miembro de Evolution. Renunció a la WWE después de que Triple H le negó una oportunidad por el Campeonato Mundial Peso Pesado de la WWE contra Daniel Bryan. |
| Joey Mercury | 19 de septiembre de 2014–6 de julio de 2015                                          | Se unió como miembro de J&J Security. |
| Jamie Noble | 19 de septiembre de 2014–6 de julio de 2015                                          | Se unió como miembro de J&J Security. |
| Big showhttp://www.wwe.com/shows/survivorseries/2014/team-cena-team-authority-traditional-survivor-series-elimination-match</ref> | 23 de noviembre de 2014–26 de abril de 2015                                          | Se unió después de traicionar a Team Cena en Survivor Series. Se fue después de perder ante Roman Reigns en Extreme Rules. Miembros especiales |

Mark Henry
{Rusev}
Línea del tiempo

## En lucha
- Triple H
  - Pedigree[59] (Double underhook facebuster)
- Stephanie McMahon

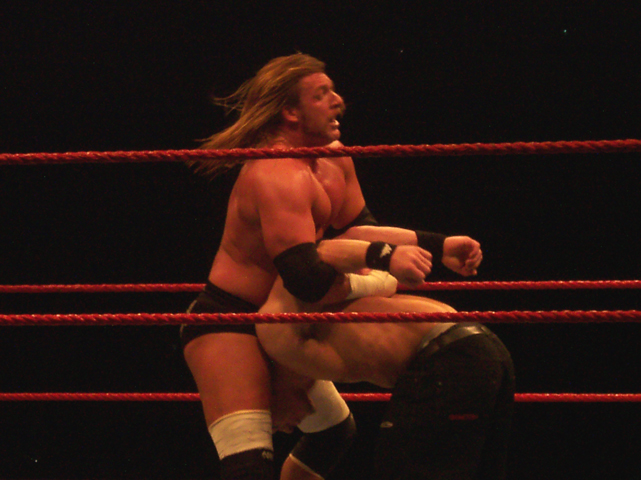
Triple H realizando un Pedigree a John Cena.

  - Pedigree (Double underhook facebuster) – adoptado de Triple H

## Campeonatos y logros

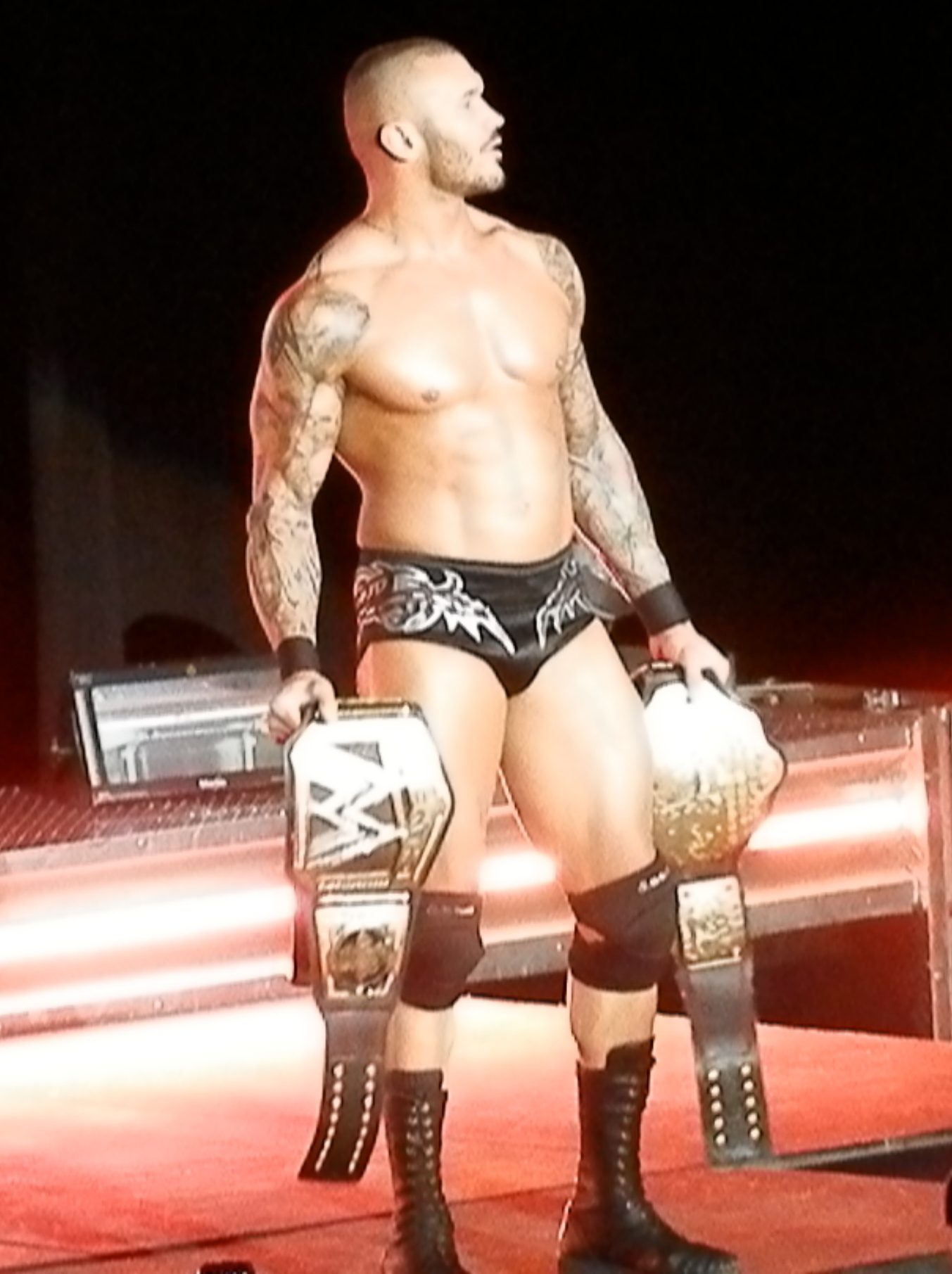
Como miembro de The Authority, Randy Orton unificó el Campeonato de la WWE con el Campeonato Mundial Peso Pesado en el Campeonato Mundial Peso Pesado de la WWE.

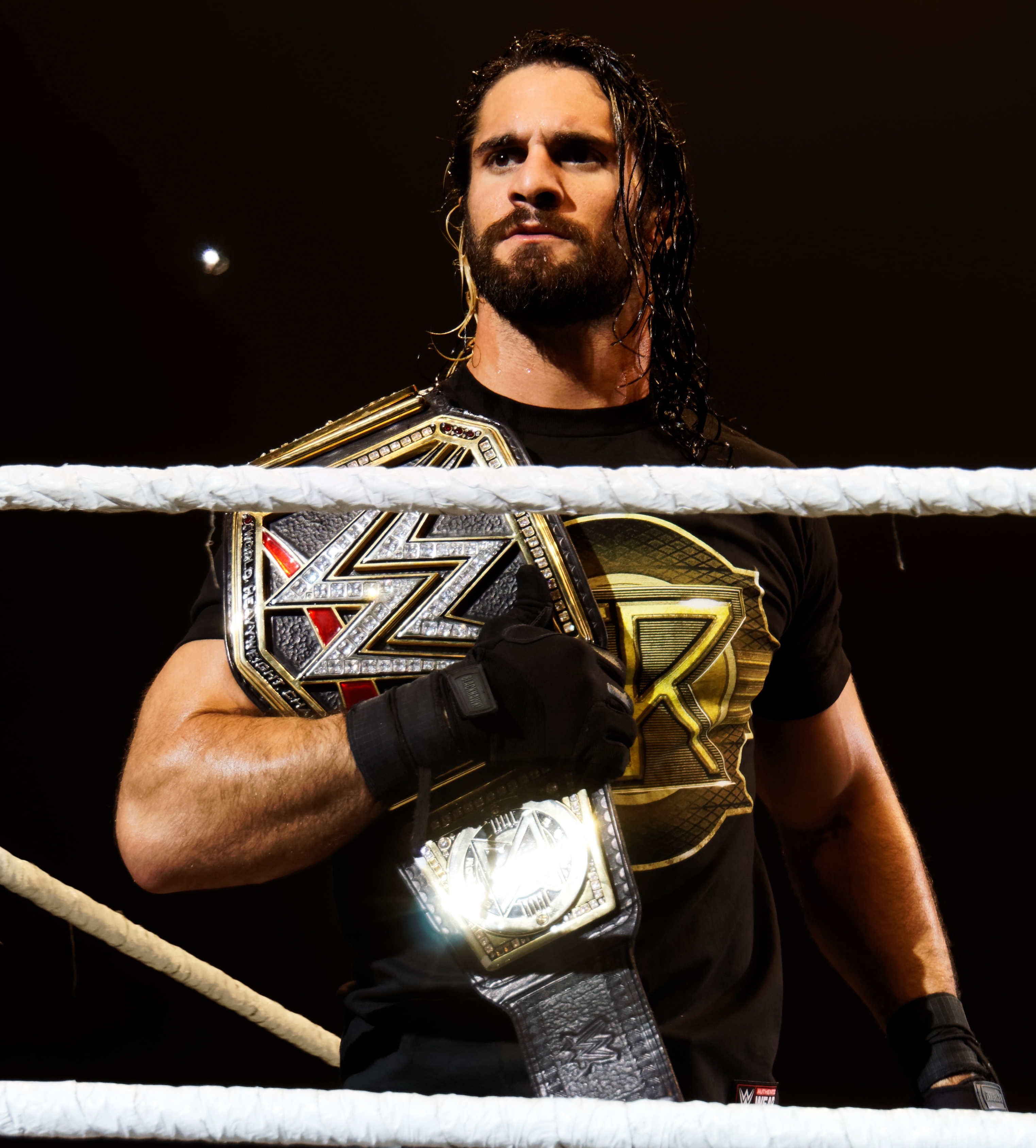
En noviembre de 2014, Seth Rollins tomó el lugar de Orton como el «futuro del negocio», y en WrestleMania 31 cobró su contrato Money in the Bank para ganar el Campeonato Mundial Peso Pesado de la WWE de vuelta a The Authority.

- Pro Wrestling Illustrated
  - Feudo del año (2013)[60] – The Authority (vs. Daniel Bryan)
  - Feudo del año (2014) – Seth Rollins (vs. Dean Ambrose)
  - Luchador más odiado del año (2013)[61] – The Authority
  - Luchador más odiado del año (2014)[62] – Triple H y Stephanie McMahon
  - Luchador más odiado del año (2015) – Seth Rollins
  - Luchador del año (2015) – Seth Rollins
  - Equipo del año (2013)[63] – The Shield (Seth Rollins & Roman Reigns)

- WWE
  - WWE (World Heavyweight) Championship (4 veces) – Randy Orton (2), Seth Rollins (1), Triple H (1)
  - World Heavyweight Championship (1 vez) – Randy Orton
  - WWE Tag Team Championship (2 veces) – The Shield (Seth Rollins & Roman Reigns), The New Age Outlaws (Road Dogg & Billy Gunn)
  - WWE United States Championship (2 veces) – Dean Ambrose (1), Seth Rollins (1)
  - Money in the Bank (2014) – Seth Rollins
  - André the Giant Memorial Trophy (2015) – Big Show
  - Royal Rumble (2016) – Triple H
  - Slammy Awards (9 veces)[64]
    - Breakout Star of the Year (2013) – The Shield (Dean Ambrose, Roman Reigns and Seth Rollins)[65]
    - Faction of the Year (2013) – The Shield[65]
    - Fan Participation (2014) – Seth Rollins for "You Sold Out"[66]
    - Insult of the Year (2013) – Stephanie McMahon for insulting Big Show[65]
    - Match of the Year (2014) – Team Cena vs. Team Authority at Survivor Series[67]
    - Rivalry of the Year (2014) vs. Daniel Bryan[67]
    - Superstar of the Year (2015) – Seth Rollins[68]
    - Trending Now Hashtag of the Year (2013) – The Shield for #BelieveInTheShield[65]
    - "What a Maneuver" of the Year (2013) – Roman Reigns for the spear[65]

- Wrestling Observer Newsletter
  - Mayor progreso (2013) – Roman Reigns[69]
  - Más sobrevalorado (2013) – Randy Orton[69]
  - Más sobrevalorado (2014) – Kane[70]
  - Equipo del año (2013) – The Shield (Seth Rollins & Roman Reigns)[69]
  - Peor feudo del año (2013) – vs. Big Show[69]
  - Mejor creador de luchas (2015) – Triple H (con Ryan Ward)[71]